# Iacob N. Lahovari

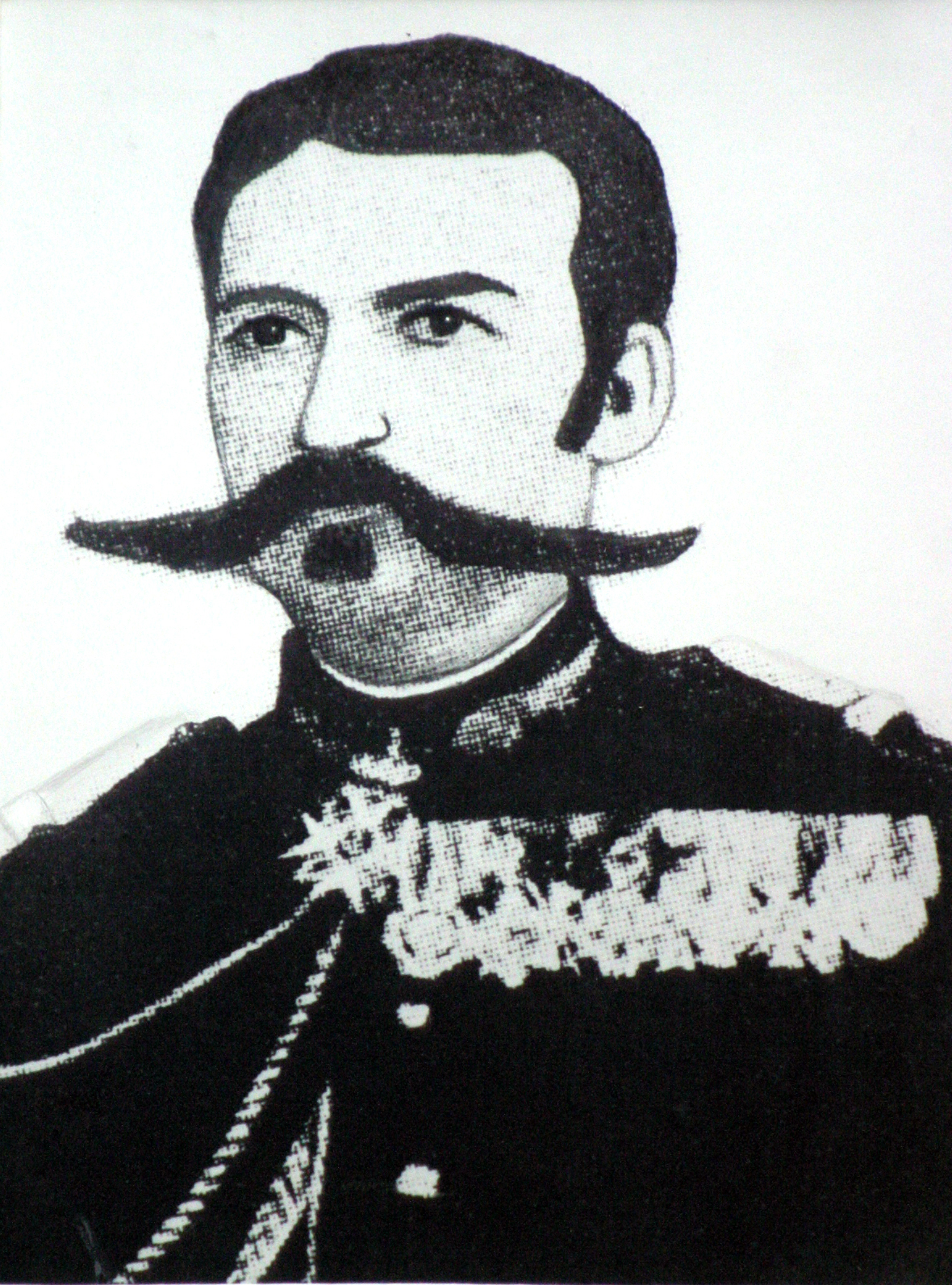
Generalul Iacob Lahovary.

Iacob N. Lahovari (n. 16 ianuarie 1846, București – d. 7 februarie 1907, Paris) a fost un general și politician român. A fost ministru al afacerilor străine, ministru de război și șef al Marelui Stat Major. A fost fratele lui Alexandru N. Lahovari și Ion N. Lahovari.

## Biografie

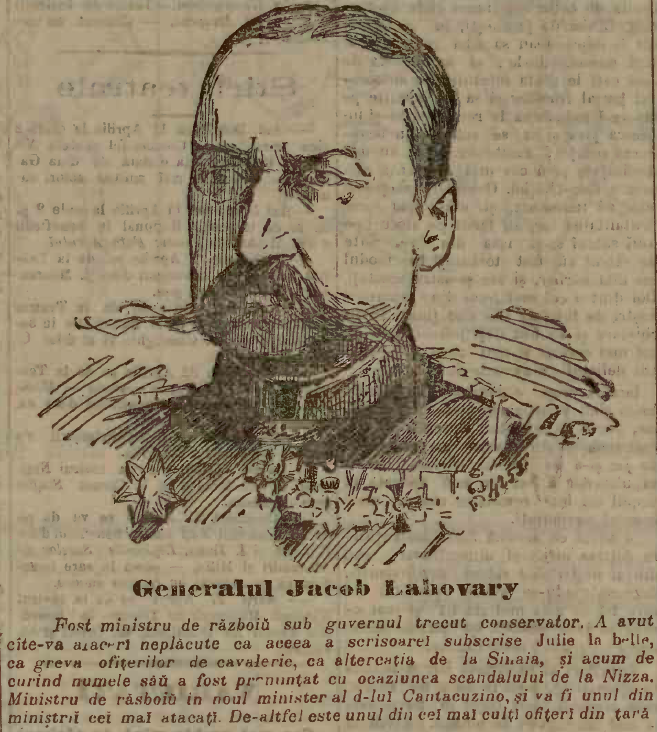
Fotografie a lui Iacob Lahovary apărută în ziarul "Adevărul", în anul 1899

Între 1885-1886, colonelul Iacob Lahovari a condus Depozitul Științific de Război.